# Hnojník
Obec Hnojník (polsky Gnojnik, německy Hnoinik) se rozprostírá na řece Stonávce v okrese Frýdek-Místek v Moravskoslezském kraji. Žije zde přibližně 1 500 obyvatel. Asi 11 % obyvatelstva tvoří polská menšina. Sousedními obcemi sídla jsou Komorní Lhotka, Vělopolí, Třanovice, Střítež, Smilovice a Horní Tošanovice.

## Název
Jméno osady bylo odvozeno od nějakého potoka označovaného přívlastkem hnojný (charakteristického špinavou, zakalenou vodou).

## Historie
První zmínka o vesnici pochází z roku 1305 (seznam vesnic platících desátky biskupovi ve Vratislavi). Od 1445 roku se uvádí jako samostatné plně svobodné panství s vrchnostenským sídlem ve vlastnictví šlechtické rodiny Staška z Hnojníka. Ve vlastnictví těšínského knížete byl Hnojník od r. 1483, avšak od počátku 16. století se v jeho držení vystřídaly různé šlechtické rody (Pelhřimové z Třankovic, Tlukové z Tošanovic, Marklovští ze Žebráče a další). V roce 1736 se  Hnojnik stal sídlem rodiny baronů Beessů z Chrostiny, kteří zde zanechali palác z konce 18. století. V roce 1785 byla postavena evangelická škola.
Obec se vyvinula až po zprovoznění železniční trati Frýdek-Těšín v roce 1888. Obyvatelé obce se zaměřili na aktivity v sociálně-ekonomických organizacích. V roce 1909 založili spořitelní a půjčovní společnost, v roce 1913 dobrovolný hasičský sbor, v roce 1921 zemědělské sdružení. V lednu 1889 nastoupil do polské evangelické školy ve Hnojnku učitel Jan Kubisz – básník a velebitel Těšínského Slezska. Podle rakouského sčítání lidu z roku 1910 měla obec 566 obyvatel, z toho 512 (90,5%) Poláků, 20 (3,5%) Němců a 34 (6,0%) Čechů. V roce 1931 byla v obci otevřena česká škola. Během nacistické okupace zemřelo 5 obyvatel obce.
V obci se narodil Adam Makowicz (vlastním jménem Matyszkowicz), polský světoznámý skladatel a jazzový pianista (žije v USA).
S účinností od 1. července 1990 se z obce Hnojník vyčlenily části Dolní Tošanovice, Horní Tošanovice, Řeka, Smilovice, Střítež, Třanovice a Vělopolí a vytvořily se z nich samostatné obce.

## Pamětihodnosti
- Kostel Nanebevzetí Panny Marie, vystavěný v letech 1808–1812; stavbu řídil Florian Ilg
- Rodová hrobka Beesů z Chrostiny – klasicistní
- evangelický hřbitov s pomníkem polského buditele Jana Kubisze.
- Klen v Hnojníku, památný strom (49°41′36″ s. š., 18°32′16″ v. d.)
- Zámek Hnojník – barokní zámek od architekta Josefa Kornhäusela, v současné době ve vlastnictví školy PRIGO.

## Obyvatelstvo

Věková struktura obyvatel obce Hnojník roku 2011

## Doprava
Vesnice leží na jednokolejné regionální železniční trati Cieszyn – Frýdek-Místek se stejnojmennou stanici, silnici I/68

## Školy
V obci jsou otevřeny dvě základní školy – s českým vyučovacím jazykem (Masarykova ZŠ a MŠ Hnojník) a polským vyučovacím jazykem (Szkoła Podstawowa i Przedszkole im. Jana Kubisza Gnojnik).

## Osobnosti
- Jan Kubisz (1848–1929) – učitel a ředitel polské školy v období 1869–1910, básník a národní buditel na Těšínsku
- Adam Makowicz (*1940), polský jazzový klavírista, narodil se v Hnojníku

## Fotogalerie

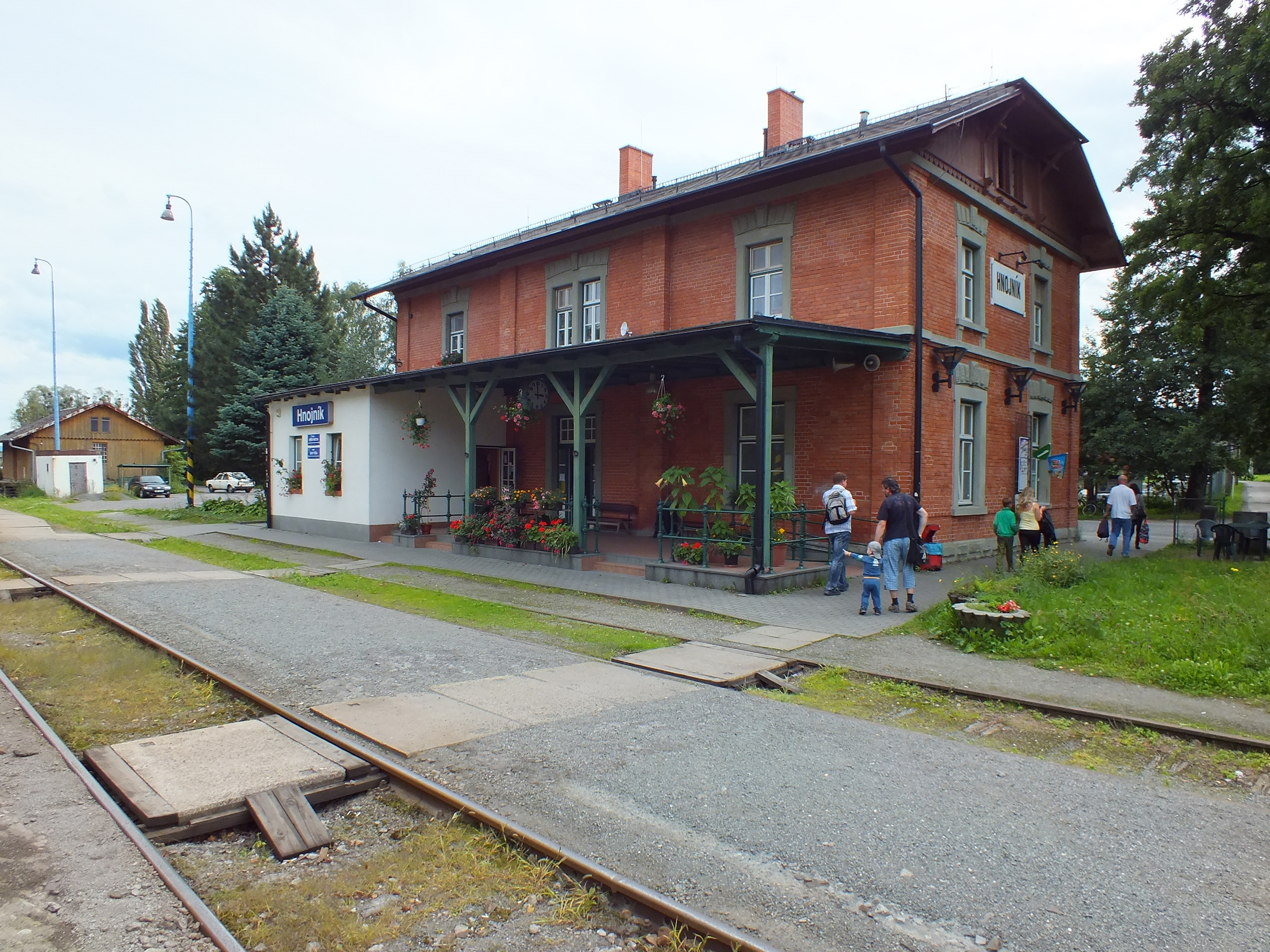
Vlakové nádraží
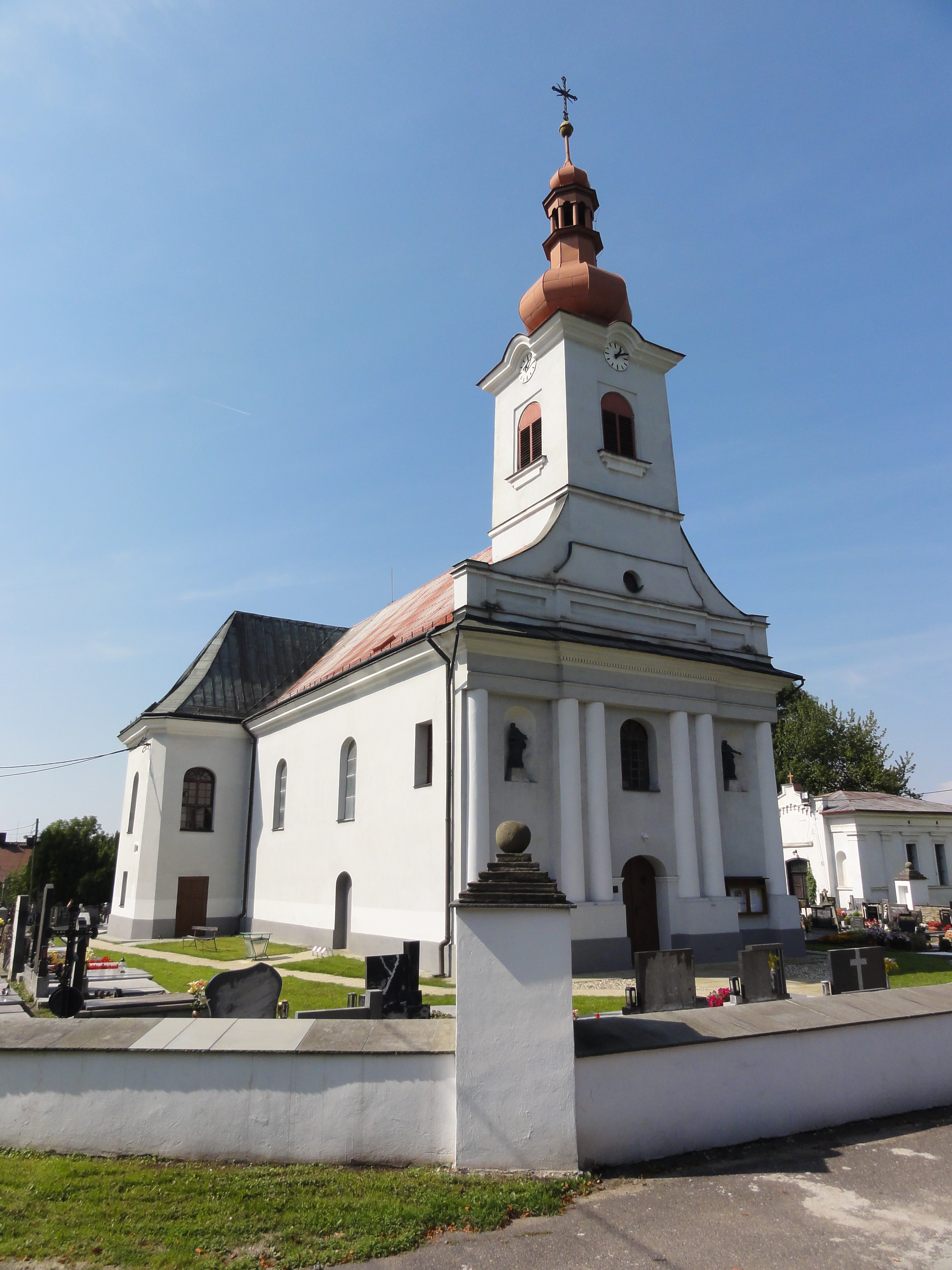
Kostel Nanebevzetí Panny Marie
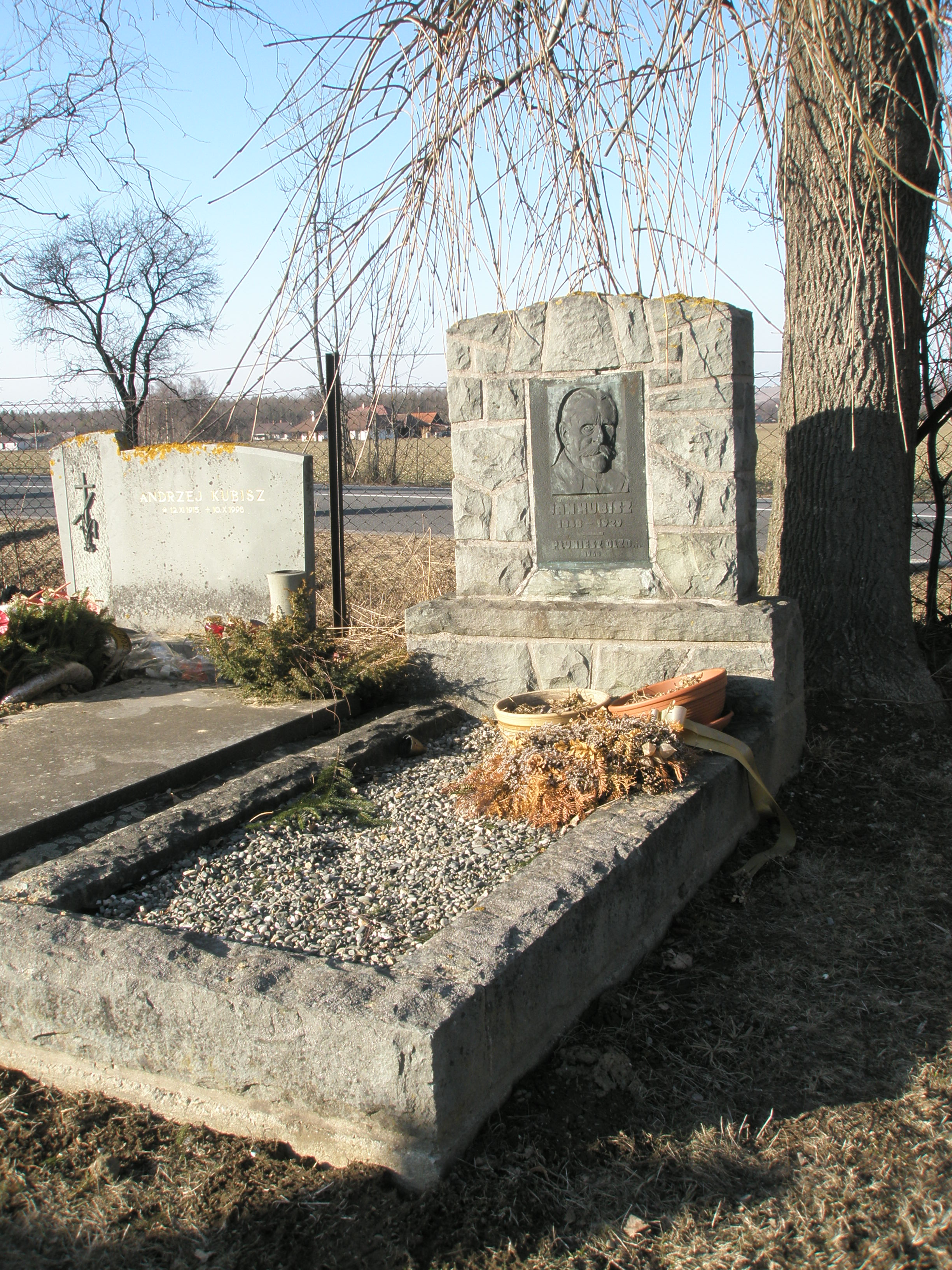
Náhrobek Jana Kubisze
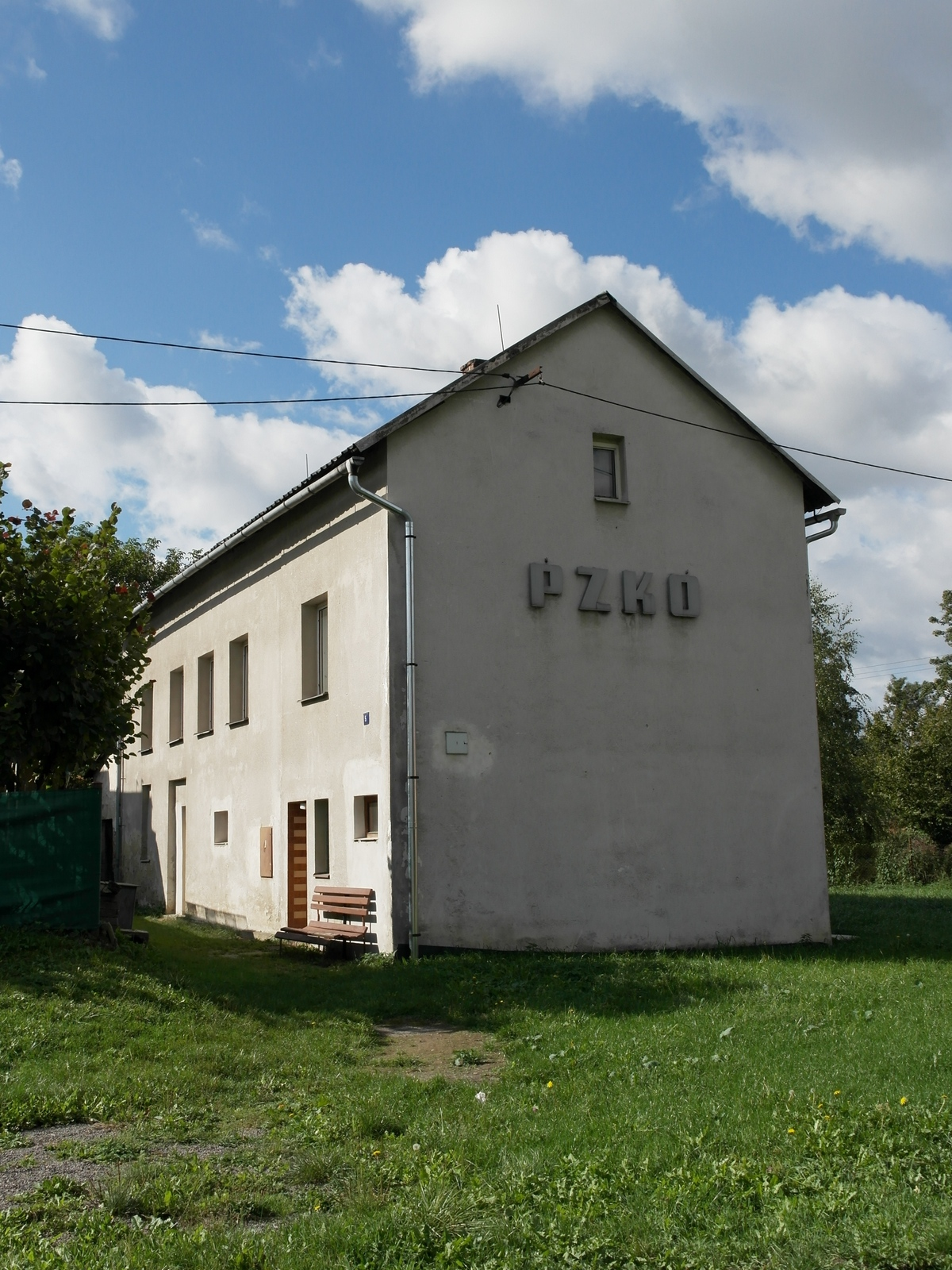
Dům PZKO
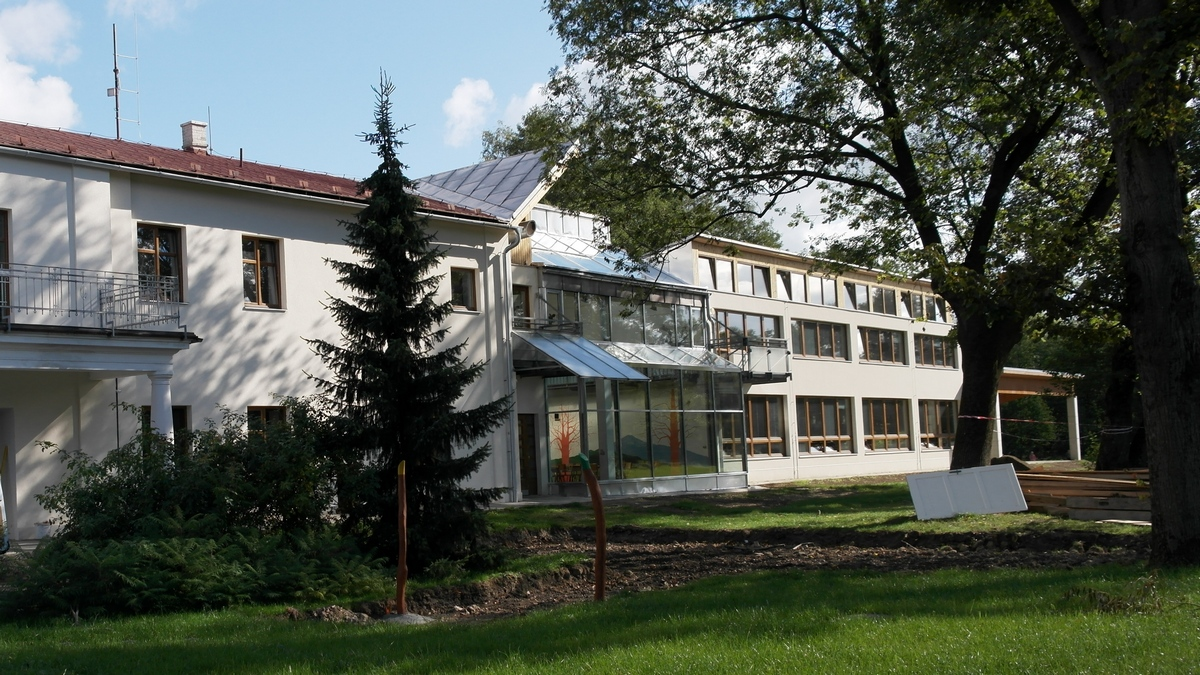
Polská škola jm.J.Kubisze
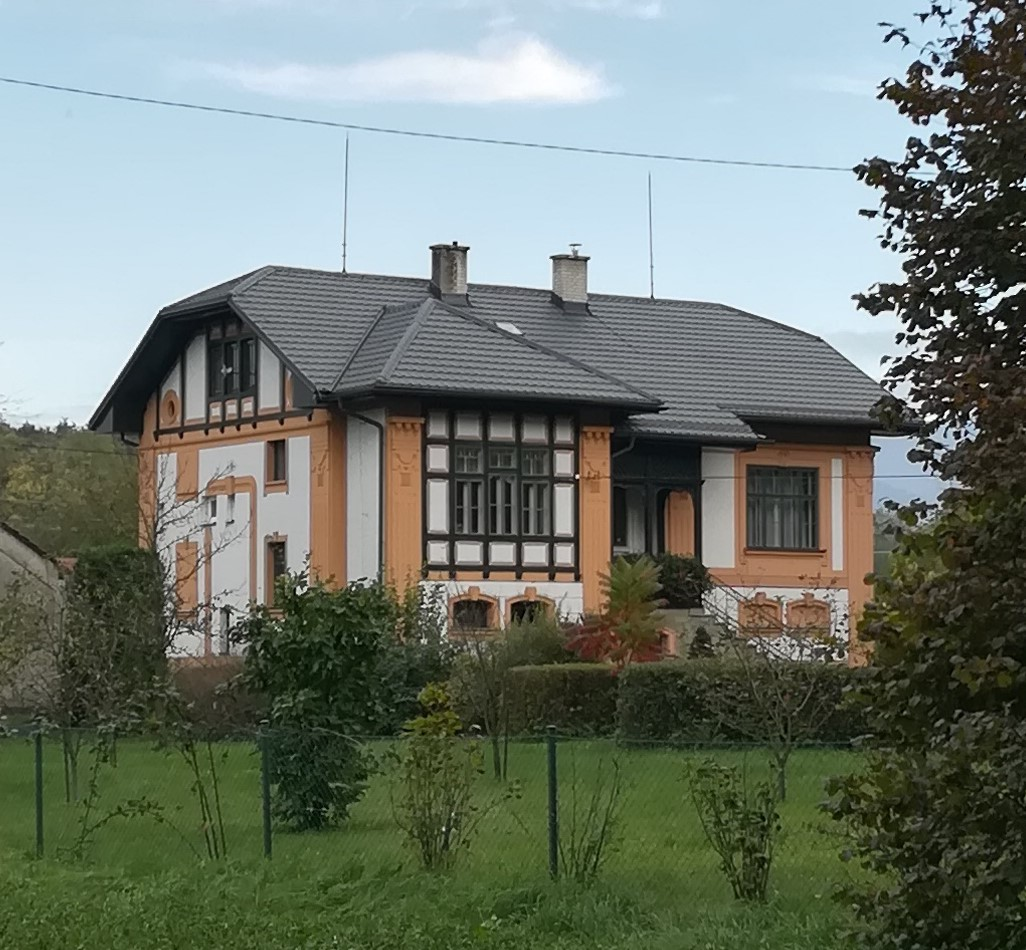
Dům Jana Kubisze z roku 1910